# Elden Campbell
Elden Jerome Campbell (Los Ángeles, California; 23 de julio de 1968) es un exjugador de baloncesto estadounidense, que disputó 15 temporadas en la NBA. Con 2,13 metros de altura, jugaba en la posición de pívot.

## Trayectoria deportiva

### Universidad
Campbell jugó en el equipo de baloncesto de la Universidad de Clemson (1986-1990). Durante sus cuatro años con los Tigers promedió 15,3 puntos, 6,8 rebotes y 2,7 tapones por partido.

### Profesional
Fue elegido por Los Angeles Lakers en el Draft de 1990 en la vigesimoséptima posición. 
Durante su novena temporada en Los Ángeles, el 10 de marzo de 1999 fue transferido por los Lakers junto con Eddie Jones a Charlotte Hornets por Glen Rice, J.R. Reid y B.J. Armstrong.
Elden Campbell estuvo en cinco equipos en la NBA durante su carrera. Su estancia más larga en un equipo fue con Lakers y con Hornets (mientras estaban en Charlotte y en New Orleans), además jugó con Seattle SuperSonics y brevemente para New Jersey Nets. 
Él pasó la mayor parte de sus dos últimas temporadas siendo jugador de los Detroit Pistons, y fue miembro del equipo campeón de la NBA del año 2004. Durante su etapa en Detroit, quizás su mejor contribución fue realizando una excelente defensa a la estrella Shaquille O'Neal en las dos series en la que los Pistons se enfrentaron a los equipos en los que Shaq jugaba (los Lakers de las finales del 2004 y los Miami Heat al año siguiente en las finales de la conferencia Este), debido a su enorme corpulencia y fuerza, él era el único candidato capaz de enfrentarse cara a cara con O'Neal. 
En sus quince años de carrera consiguió disputar 1044 partidos de liga regular, en 671 de ellos como titular y 106 partidos de playoff, siendo titular en 53.
En esas 15 temporadas en la NBA, promedió 10,3 puntos por partido, 5,9 rebotes por partido y 1,5 tapones por partido. Él es especialmente conocido por su capacidad para taponar tiros, sus 1602 tapones ocupaban, en el momento de su retirada, el ranking número 22 en la historia de la NBA.

## Estadísticas de su carrera en la NBA
|  | Denota temporada en la que fue Campeón de la NBA |

### Temporada regular
| Año     | Equipo      | PJ   | PT  | MPP  | %TC  | %3P  | %TL  | RPP | APP | ROB | TPP | PPP  |
| ------- | ----------- | ---- | --- | ---- | ---- | ---- | ---- | --- | --- | --- | --- | ---- |
| 1990-91 | L.A. Lakers | 52   | 0   | 7.3  | .455 | –    | .653 | 1.8 | .2  | .2  | .7  | 2.8  |
| 1991-92 | L.A. Lakers | 81   | 47  | 23.2 | .448 | .000 | .619 | 5.2 | .7  | .7  | 2.0 | 7.1  |
| 1992-93 | L.A. Lakers | 79   | 13  | 19.6 | .458 | .000 | .637 | 4.2 | .6  | .7  | 1.3 | 7.7  |
| 1993-94 | L.A. Lakers | 76   | 74  | 29.6 | .462 | .000 | .689 | 6.8 | 1.1 | .8  | 1.9 | 12.3 |
| 1994-95 | L.A. Lakers | 73   | 59  | 28.4 | .459 | .000 | .666 | 6.1 | 1.3 | .9  | 1.8 | 12.5 |
| 1995-96 | L.A. Lakers | 82   | 82  | 32.9 | .503 | .000 | .713 | 7.6 | 2.2 | 1.1 | 2.6 | 13.9 |
| 1996-97 | L.A. Lakers | 77   | 77  | 32.6 | .469 | .250 | .711 | 8.0 | 1.6 | .6  | 1.5 | 14.9 |
| 1997-98 | L.A. Lakers | 81   | 28  | 22.0 | .463 | .500 | .693 | 5.6 | 1.0 | .4  | 1.3 | 10.1 |
| 1998-99 | L.A. Lakers | 17   | 1   | 19.1 | .436 | –    | .613 | 5.6 | .5  | .1  | .9  | 7.4  |
| 1998-99 | Charlotte   | 32   | 32  | 35.4 | .489 | .000 | .647 | 9.4 | 1.9 | 1.2 | 1.8 | 15.3 |
| 1999-00 | Charlotte   | 78   | 77  | 32.5 | .446 | .000 | .690 | 7.6 | 1.7 | .7  | 1.9 | 12.7 |
| 2000-01 | Charlotte   | 78   | 78  | 30.0 | .440 | .000 | .709 | 7.8 | 1.3 | .8  | 1.8 | 13.1 |
| 2001-02 | Charlotte   | 77   | 74  | 28.0 | .484 | .000 | .797 | 6.9 | 1.3 | .8  | 1.8 | 13.9 |
| 2002-03 | New Orleans | 41   | 1   | 16.7 | .409 | .000 | .809 | 3.5 | 1.0 | .6  | .8  | 7.2  |
| 2002-03 | Seattle     | 15   | 0   | 12.2 | .333 | –    | .762 | 2.6 | .6  | .6  | .5  | 3.2  |
| 2003-04 | Detroit     | 65   | 27  | 13.7 | .439 | –    | .685 | 3.2 | .7  | .3  | .8  | 5.6  |
| 2004-05 | New Jersey  | 10   | 0   | 5.0  | .000 | –    | .500 | 1.1 | .3  | .0  | .1  | .2   |
| 2004-05 | Detroit     | 31   | 1   | 11.0 | .336 | .000 | .784 | 2.6 | .5  | .3  | .2  | 3.8  |
| Total   | Total       | 1045 | 671 | 24.7 | .460 | .054 | .699 | 5.9 | 1.1 | .7  | 1.5 | 10.3 |

### Playoffs
| Año   | Equipo      | PJ  | PT | MPP  | %TC  | %3P   | %TL  | RPP | APP | ROB | TPP | PPP  |
| ----- | ----------- | --- | -- | ---- | ---- | ----- | ---- | --- | --- | --- | --- | ---- |
| 1991  | L.A. Lakers | 14  | 0  | 9.9  | .658 | –     | .467 | 2.1 | .2  | .4  | .6  | 4.1  |
| 1992  | L.A. Lakers | 4   | 2  | 29.3 | .378 | –     | .667 | 6.3 | 1.5 | .8  | 1.5 | 10.0 |
| 1993  | L.A. Lakers | 5   | 5  | 35.6 | .420 | –     | .500 | 8.4 | 1.4 | 1.2 | 2.4 | 14.0 |
| 1995  | L.A. Lakers | 10  | 10 | 37.6 | .485 | –     | .659 | 7.3 | 1.6 | .4  | 3.0 | 15.7 |
| 1996  | L.A. Lakers | 4   | 4  | 32.3 | .513 | .000  | .500 | 8.0 | 2.0 | .3  | 2.3 | 12.0 |
| 1997  | L.A. Lakers | 9   | 9  | 30.9 | .398 | 1.000 | .816 | 4.3 | 1.0 | .8  | 1.4 | 11.8 |
| 1998  | L.A. Lakers | 13  | 0  | 13.8 | .451 | –     | .647 | 3.5 | .6  | .2  | .9  | 5.2  |
| 2000  | Charlotte   | 4   | 4  | 37.5 | .468 | .000  | .929 | 8.3 | 1.0 | .5  | 1.0 | 14.3 |
| 2001  | Charlotte   | 10  | 10 | 28.7 | .396 | –     | .755 | 7.9 | .7  | .5  | 1.1 | 12.1 |
| 2002  | Charlotte   | 9   | 9  | 28.2 | .445 | .000  | .706 | 6.7 | 1.8 | .7  | 2.6 | 13.6 |
| 2004  | Detroit     | 14  | 0  | 8.8  | .286 | –     | .556 | 1.8 | .7  | .4  | .6  | 2.1  |
| 2005  | Detroit     | 10  | 0  | 5.8  | .308 | –     | .500 | 1.8 | .5  | .2  | .0  | 1.2  |
| Total | Total       | 106 | 53 | 21.4 | .440 | .250  | .670 | 4.7 | .9  | .5  | 1.3 | 8.4  |